# Initiative populaire « pour des coûts hospitaliers moins élevés »
L'initiative populaire « pour des coûts hospitaliers moins élevés » est une initiative populaire fédérale suisse, rejetée par le peuple et les cantons le 26 novembre 2000.

## Contenu
L'initiative propose de modifier l'article 34bis de la Constitution fédérale pour limiter aux seuls soins hospitaliers les prestations de l'assurance-maladie obligatoire, les autres prestations devant être couvertes par des assurances complémentaires.
Le texte complet de l'initiative peut être consulté sur le site de la Chancellerie fédérale.

## Déroulement

### Contexte historique
En Suisse, l'assurance-maladie et accidents est la plus ancienne assurance sociale au niveau fédéral ; en effet, l'article constitutionnel 34bis qui définit cette assurance existe depuis 1890. La loi d'application de cette mesure, quant à elle, date du 13 juin 1911 et, après un premier refus populaire le 20 mai 1900, a été approuvée en votation le 4 février 1912 ; elle n'a pas, jusqu'à cette proposition, subit de changements importants : elle définit une assurance-maladie individuelle, facultative et subventionnée et une assurance contre les accidents professionnels obligatoire pour les travailleurs, dont les frais sont partagés entre les employeurs et les salariés.
Bien qu'elle ne soit pas obligatoire, l'assurance maladie voit son succès aller en grandissant au fil des années : de 14 % de la population en 1915, le taux de personnes assurées passe à 48 % en 1945 et à 89 % en 1970. Sur le plan des prestations, ce sont les frais médico-pharmaceutiques qui augmentent fortement, faisant plus que doubler entre 1960 et 1970 par exemple.
À partir de 1970, les demandes de révisions de la loi sur l'assurance-maladie et l'assurance accidents se multiplient au Parlement : passage à une assurance obligatoire, création d'une assurance-maternité et d'une assurance familiale, le financement spécial des frais hospitaliers, révision du financement et des prestations sont autant de sujets qui sont demandés par les députés. Afin de faire le point sur ce sujet, le Conseil fédéral nomme, en février 1969, une commission de 50 membres ; celle-ci rend son rapport le 18 avril 1972 dans lequel elle préconise la création d'une assurance hospitalisation obligatoire, détachée de l'assurance maladie et financée par un relèvement des cotisations sociales ; cette proposition sera ultérieurement connue sous le nom de « modèle de Flims ». Sa publication provoque un vif débat duquel surgissent trois autres propositions (appelées « Modèle 1972 », « Modèle de Soleure » et « Modèle Grütli »).
Sur cet entre-faits, une initiative populaire « pour une meilleure assurance-maladie » est déposées par le Parti socialiste suisse en 1970 afin de rendre obligatoire l'assurance-maladie, l'assurance-maternité et l'assurance-accidents pour les travailleurs. Ni cette proposition, ni le contre-projet direct proposé par le gouvernement ne seront approuvés lors de la votation du 8 décembre 1974.
Immédiatement après ce double refus populaire, plusieurs parlementaires demandent une révision de la loi sur l'assurance-maladie ; sur cette base, le Conseil fédéral va former une nouvelle commission chargée de préparer une révision partielle de cette loi. Cette dernière rendra son rapport le 5 juillet 1977, rapport utilisé par le Conseil fédéral pour établir une proposition de loi qu'il présente le 19 août 1981 et qui, selon ses auteurs « se limite aux modifications considérées comme particulièrement urgentes » en élargissant le cercle des bénéficiaires, en étendant partiellement les prestations et en rendant obligatoire l'assurance perte de gain. Un nouveau refus populaire de révision partielle de l'assurance-maladie couronnera ces travaux le 6 décembre 1987.
Pendant la période de discussion sur la votation de la révision de 1987, le concordat des caisses-maladie suisses lance une nouvelle initiative populaire non pas pour modifier l'organisation ou la couverture accordée par l'assurance-maladie, mais pour en maîtriser les coûts ; cette initiative est à son tour refusée en votation le 16 février 1992. C'est le même sort qui est réservé à l'initiative populaire « pour une saine assurance-maladie » du Parti socialiste qui est rejetée en votation le 4 décembre 1994, le jour même où la nouvelle loi sur l'assurance-maladie (LAMal) qui définit comme objectifs principaux la couverture des besoins en soins la solidarité et la maîtrise des coûts est acceptée par près de 52 % des votants.
Trois ans après l'entrée en vigueur de cette révision, le groupe Denner relève que, contrairement aux désir des autorités de maîtrise des coûts, « les primes de l’assurance-maladie croissent sans cesse, le marché libre en matière d’assurance-maladie est un vain mot, et [..] la solidarité entre patients et assurés des diverses classes d’âge ne fonctionn[e] pas ». Le groupe lance alors cette initiative sur le constat que « la loi sur l’assurance-maladie est un échec complet » ; Il propose donc ce modèle limitant les frais de l'assurance obligatoire.

### Récolte des signatures et dépôt de l'initiative
La récolte des 100 000 signatures nécessaires débute le 2 décembre 1997. Le 10 septembre de l'année suivante, l'initiative est déposée à la Chancellerie fédérale, qui constate son aboutissement le 14 octobre.

### Discussions et recommandations des autorités
Le Parlement et le Conseil fédéral recommandent le rejet de l'initiative. Dans son messages aux Chambres fédérales, le gouvernement déclare approuver l'objectif de fond de l'initiative, à savoir la réduction des coûts. Il juge cependant les mesures proposées « tout à fait inappropriées et inacceptables d'un point de vue social et fiscal » : remise en cause de la solidarité, risque de pousser à l'hospitalisation et simple changement de la répartition des charges sont les principaux arguments mis en avant par le Conseil fédéral.
Les recommandations de vote des partis politiques sont les suivantes : 
| Parti politique              | Recommandation |
| ---------------------------- | -------------- |
| Démocrates suisses           | non            |
| Parti chrétien-social        | non            |
| Parti démocrate-chrétien     | non            |
| Parti évangélique            | non            |
| Parti libéral                | non            |
| Parti de la liberté          | non            |
| Parti radical-démocratique   | non            |
| Parti socialiste             | non            |
| Union démocratique du centre | non            |
| Les Verts                    | non            |

### Votation
Le 26 novembre 2000, l'initiative est refusée par la totalité des 20 6/2 cantons et par 82,1 % des suffrages exprimés. Le tableau ci-dessous détaille les résultats par canton :

## Effet
Même après ce refus populaire, plusieurs nouvelles initiatives populaires seront déposées dans les années 2000 dans le but de réduire les coûts de l'assurance-maladie selon différentes formules : en diminuant les contrôles sur certains médicaments pour l'initiative populaire « pour des médicaments à moindre prix » rejetée le 4 mars 2001, en finançant l'assurance par un relèvement de la TVA et par une cotisation déterminée en fonction du revenu pour l'initiative populaire « La santé à un prix abordable » rejetée le 18 mai 2003 ou enfin en instaurant une caisse unique dont les primes seraient fixées en fonction de la capacité économique de l'assuré pour l'initiative populaire « Pour une caisse maladie unique et sociale » rejetée le 11 mars 2007.
Outre ces initiatives, plusieurs autres propositions n'obtiendront pas le nombre de signatures nécessaires ; c'est le cas pour l'initiative « pour des primes d'assurance-maladie proportionnelles au revenu et à la fortune » en 1998, l'initiative « pour un revenu assuré en cas de maladie » dite « initiative indemnité journalière » l'année suivante, l'initiative « pour une assurance de base minimale et des primes d'assurance-maladie abordables » en 2002, l'initiative « Pour une maîtrise des primes de l'assurance maladie » en 2003 et enfin l'initiative « pour la suppression de l'obligation de s'assurer contre la maladie » en 2004.